# 奈良市立伏見小学校
奈良市立伏見小学校（ならしりつ ふしみしょうがっこう）は、奈良県奈良市菅原町にある公立小学校。

## 通学区域
- 青野町、青野町一丁目、青野町二丁目、西大寺町、西大寺国見町一丁目、西大寺国見町二丁目、西大寺小坊町、西大寺芝町一丁目、西大寺芝町二丁目、西大寺新池町の一部（6番街区の一部）、西大寺新田町、西大寺高塚町、西大寺野神町一丁目、西大寺野神町二丁目、西大寺南町、菅原町、疋田町の一部、疋田町一丁目、疋田町二丁目、疋田町三丁目、疋田町四丁目、疋田町五丁目、宝来町、横領町、若葉台一丁目、若葉台二丁目、若葉台三丁目、若葉台四丁目[1]

※卒業後は基本的に奈良市立伏見中学校に進学する。

## 通学区域が隣接している学校
- 奈良市立あやめ池小学校
- 奈良市立西大寺北小学校
- 奈良市立都跡小学校
- 奈良市立伏見南小学校
- 奈良市立三碓小学校